# Sinfonie per archi (Mendelssohn)
Felix Mendelssohn scrisse tredici sinfonie per archi negli anni 1821-1823, fra l'età di 12 e 14 anni. (Per le sue sinfonie della maturità, vedi qui).

## Strumentazione
Le sinfonie sono scritte per orchestra d'archi. La sinfonia per archi n. 11 contiene anche le percussioni solo nel secondo movimento (timpani, triangolo e cimbali). Per la n. 8 Mendelssohn ha lasciato anche una seconda versione con legni, ottoni e timpani.

## Struttura
La maggior parte delle sinfonie per archi fu composta in tre movimenti, eccetto le n. 7, 8 e 9 in quattro movimenti, le n. 10 e 13 in un solo movimento e la n. 11 in cinque movimenti.

## Sinfonie

### N. 1 in do maggiore
1. Allegro
2. Andante
3. Allegro

### N. 2 in re maggiore
1. Allegro
2. Andante
3. Allegro vivace

### N. 3 in mi minore
1. Allegro di molto
2. Andante
3. Allegro

### N. 4 in do minore
1. Grave – Allegro
2. Andante
3. Allegro vivace

### N. 5 in si bemolle maggiore
1. Allegro vivace
2. Andante
3. Presto

### N. 6 in mi bemolle maggiore
1. Allegro
2. Menuetto
3. Prestissimo

### N. 7 in re minore
1. Allegro
2. Andante amorevole
3. Menuetto
4. Allegro molto

### N. 8 in re maggiore
1. Adagio e grave – Allegro
2. Adagio
3. Menuetto
4. Allegro molto

### N. 9 in do minore
1. Grave – Allegro
2. Andante
3. Scherzo
4. Allegro vivace

### N. 10 in si minore
1. Adagio – Allegro – Più presto

### N. 11 in fa maggiore
1. Adagio – Allegro molto
2. Scherzo comodo. Schweizerlied
3. Adagio
4. Menuetto: Allegro moderato
5. Allegro molto

### N. 12 in sol minore
1. Fuga: Grave – Allegro
2. Andante
3. Allegro molto

### N. 13Symphoniesatz
Mendelssohn ha abbozzato una sinfonia per archi N. 13, chiamata Symphoniesatz ("movimento sinfonico"). Questo Grave - Allegro molto è in do minore.